# Martin Chemnitz (teólogo)
Martin Chemnitz (Treuenbrietzen, 9 de novembro de 1522 — Brunsvique, 8 de abril de 1586) foi confessor, teólogo, reformador e acadêmico alemão. Na tradição luterana é conhecido como "Alter Martinus" (o velho Martinho). Há um ditado popular que foi criado para ele que diz o seguinte: "Si Martinus non fuisset, Martinus vix stetisset" (Se Martinho Lutero não tivesse existido, Martim Chemnitz não teria sobrevivido) é um ditado comum a respeito dele. Ele é listado e lembrado no Calendário de Santos e Comemorações no Ano da Igreja Litúrgica como pastor e confessor pela Igreja Evangélica Luterana na América e pela Igreja Luterana-Sínodo de Missouri. 

## Infância e educação
Chemnitz, nascido em Treuenbrietzen, em Brandemburgo, filho de Paul e Euphemia Chemnitz, foi o último de três filhos.  Os nomes de seus irmãos mais velhos eram Matthew e Ursula. Seu pai era um comerciante de sucesso que morreu quando Martin tinha onze anos: depois disso, a família sofreu dificuldades financeiras.
Quando tinha idade suficiente, Martin matriculou-se em Magdeburg. Após a conclusão do curso, ele se tornou aprendiz de tecelão. Ele ajudou sua família com seu negócio de roupas nos anos seguintes. Aos 20 anos, retomou os estudos na Universidade de Frankfurt (Oder). Ele permaneceu na escola até que suas finanças se esgotassem; ele então conseguiu um emprego de professor na cidade de Wriezen, complementando sua renda cobrando o imposto local sobre vendas de peixes. Seu tempo em Frankfurt deu-lhe as ferramentas básicas para continuar sua educação por conta própria, pesquisando áreas nas quais ele estava interessado e aplicando sua mente naturalmente curiosa a problemas com os quais outros se preocuparam no passado.
Em 1545, Chemnitz acompanhou seu primo Georg Sabinus à escola na Universidade de Wittenberg em Wittenberg, Alemanha), onde estudou com Martinho Lutero (1483-1546) e Philip Melanchthon (1497-1560). De Melanchthon ele aprendeu a moldar sua educação teológica, começando com a diferença entre "lei" e "evangelho". Nas palavras de Chemnitz, embora ouvisse Lutero dar palestras com frequência, ele "não prestou a Lutero a atenção que ele deveria ter". (cf. Autobiografia) Por causa da morte de Lutero e eventos políticos, Chemnitz foi transferido para a Universidade de Königsberg (1547-1548). Chemnitz se formou na primeira classe com um mestrado em artes (1548). No entanto, uma praga logo infestou a cidade portuária alemã hanseática do Mar Báltico de Königsberg, na Prússia Oriental, (hoje renomeada Kaliningrado desde que ocupada pela União Soviética em 1945 no final da Segunda Guerra Mundial, agora anexada à Federação Russa), então Chemnitz partiu rapidamente para Saalfeld. Quando ele julgou seguro, Chemnitz retornou a Königsberg em 1550, agora empregado por Alberto, Duque da Prússia, como bibliotecário da corte da Biblioteca Estadual e Universitária de Königsberg. Em troca de cuidar da biblioteca e ministrar alguns cursos como tutor, ele teve acesso irrestrito ao que era então considerado uma das melhores bibliotecas da Europa (e infelizmente mais tarde danificada e perdida com seu conteúdo e edifício elaborado 400 anos depois, durante as batalhas que giravam em torno da cidade prussiana na Frente Oriental da Segunda Guerra Mundial em 1944-1945).
Pela primeira vez, Chemnitz se dedicou completamente ao estudo teológico. Durante esses anos, seu interesse mudou da astrologia, que havia estudado em Magdeburgo, para a teologia. Ele começou seu próprio curso de estudo trabalhando cuidadosamente na Bíblia nas línguas originais do hebraico e do grego antigo, com o objetivo de responder a perguntas que antes o intrigavam antes. Quando se sentiu pronto para seguir em frente, voltou sua atenção para os primeiros teólogos da Igreja, cujos escritos leu lenta e cuidadosamente. Em seguida, ele se voltou para as preocupações teológicas atuais, novamente lendo lentamente enquanto fazia anotações meticulosamente copiosas. Este método inicial de auto-estudo escolástico luterano foi sugerido por Melanchthon em seus Escritos (cf. Autobiografia).

## Sua vocação como reformador, clérigo e teólogo
Chemnitz voltou para Wittenberg em 1553 como hóspede de Melanchthon. Em janeiro de 1554, ele se juntou ao corpo docente da Universidade de Wittenberg. Ele lecionou sobre os Loci Communes de Melanchthon, a partir dos quais compilou seu próprio Loci Theologici, um sistema de teologia. Ele foi ordenado ao ministério em 26 de novembro de 1554 por Johannes Bugenhagen (1485-1558), e tornou-se co-adjutor de Joachim Mörlin (1514-1571), que era superintendente eclesiástico do Ducado de Brunswick-Wolfenbüttel. Quando Mörlin renunciou em 1567, Chemnitz tornou-se seu sucessor; Ele ocupou o cargo pelo resto de sua vida.
Por meio de sua liderança, Brunswick-Wolfenbüttel foi trazido firmemente para o luteranismo evangélico. Lá ele ajudou seu príncipe, o duque Júlio de Brunsvique-Wolfenbüttel, a estabelecer a Universidade de Helmstedt (1575-76). Com Jakob Andreae, David Chytraeus, Nicholas Selnecker, Andrew Musculus e outros, Chemnitz participou de um movimento centrista que trouxe acordo entre os luteranos alemães na redação e publicação da Fórmula de Concórdia (1577), da qual Chemnitz foi um dos principais autores. Ele foi fundamental na publicação do Livro de Concórdia definitivo: Confissões da Igreja Evangélica Luterana apresentado em 1580, contendo uma série de importantes documentos teológicos confessionais anteriores, tratados, comentários, catecismos como a compilação do padrão doutrinário da Igreja Evangélica Luterana. Outras obras importantes são Examen Concilii Tridentini  (Exame do Concílio de Trento) e De Duabis Naturis in Christo (Sobre as duas naturezas em Cristo). Essas obras demonstram as habilidades de Martin Chemnitz como teólogo bíblico, doutrinário e histórico na tradição luterana ortodoxa. Ele morreu em Braunschweig.

## Obras
- Martin Chemnitii einhändige Lebens-Beschreibung. Nebst denen ihm zu Brunsvique gesetzen Epitaphiis [Autobiografia de Martin Chemnitz, junto com os epitáfios erigidos para ele em Brunsvique]. 1719. Traduzido para o inglês como An Autobiography of Martin Chemnitz. A. L. Graebner, Theological Quarterly, vol. 3, no. 4 (1899).
- Repetitio sanae doctrinae de vera praesentia corporis et sanguinis Domini in coena. Leipzig 1561, deutsche Übersetzung 1561 J. Zanger.
- Examen decretorum Concilii Trienttini. Frankfurt/Main 1566–73, deutsche und französische Übersetzung Herg. Eduard Preuss 1861, Darmstadt 1972, deutsch von R. Bendixen und Ch. E. Luthardt, 1884.
- De duabus naturis in Christo, de hypostatica earum unione, de communicatione idiomatium… Jena 1570.
- Theologiae Jesuitarium praecipura capita. Köln und Leipzig 1562.
- Loci Theologici. editado por Polycarp Leyser, o Velho, Frankfurt/Main 1591.
- Polycarp Leyser, o Velho] (Hrsg.): Harmonia evangelica. (Unvollendete Ausgabe) Frankfurt/Main 1593 und Johann Gerhard Genf 1641.
- Postilla oder Außlegung der Evangelien. Frankfurt/Main 1593.
- Brevis et Simplex Forma Examinis de Praecipuis Doctrinae Caelestis Capitibus [Brief and Simple Form of Examination concerning the Principal Chapters of Celestial Doctrine]. 1571.[5]
- Kirchen-Ordnung, wie es mit Lehr und Ceremonien des Fürstenthums-Brunsvique [Ordem da Igreja, Com relação à doutrina e às cerimônias, do ducado de Brunsvique]. 1569.
- Ministry, Word, and Sacraments: An Enchiridion. Luther Poellot, trans. St. Louis: Concordia Publishing House, 1981. (Originally publicado (em alemão) em 1593 e 1603 (em latim) sob o título de Enchiridion D. Martini Chemnitii.)
- Ein Schone vnnd richtige Form zu beichten [Uma forma simples e apropriada para as confissões]. 1603.
- Acta formulae concordiae in Bergensi coenobio prope Magdeburgum [Registros da Fórmula de Concórdia na Abadia de Bergen perto de Magdeburgo]. 1707 em colaboração com Nikolaus Selnecker. (As decisões dos autores da Fórmula de Concórdia]] que concluíram este documento).
- Apologia, oder Verantwortung deẞ Christlichen ConcordienBuchs, apareceu uma tradução latina com o título Apologia libri Christianae concordiae [tradução literal: Apologia ao Livro de Concórdia Cristão]. em colaboração com Timothy Kirchner e Nikolaus Selnecker, 1583. (também conhecido como A Apologia da Fórmula de Concórdia]])
- Christliches Bedenken auf Doct. Majors Repetitio und endliche Erklärung belangend den Streit [Reflexões cristãs sobre (as obras do) Dr. Major, "Repetitio," e Finalmente {uma} Explicação que diz respeito à controvérsia]. 1568.
- Confessio ministeri Saxoni Konfession und Erklärung [Confissão sobre os ministérios da Saxônia: Confissão e Explicação]. 1571. (em alemão).
- Corpus doctrinae Prutenicum [O quadro da doutrina na Prússia]. 1568. (Uma antologia sobre as Declarações da fé luterana para o território alemão na Prússia)
- Corpus doctrinae Julium [The {Duke} Julius Body of Doctrine]. 1576. (Uma antologia sobre as Declarações da fé luterana para o duque Júlio de Brunswick-Wolfenbüttel).
- Formulae Recte Sentiendi de Praecipuis Horum Temporum Controversiis [Fórmulas de pensar corretamente relativamente às principais controvérsias desta época]. 1576 (Descoberto no Corpus Doctrinae Wilhelminum e no Corpus Doctrinae Iulium).
- Judicium de Controversiis qvibusdam circa qvosdam A.C. articulos. 1594. Obra também chamada de: De Controversiis quibusdam, quae superiori tempore circa quosdam Augustanae Confessionis articulos motae agitatae sunt, Iudicium d. Martini Chemnitii, Polycarp Leyser, ed. Wittenberg, 1594 [Julgamento sobre determinadas controvérsias relativos a determinados artigos na Confissão de Augsburgo surgidas recentemente e que causaram controvérsias].[6]
- Solida ac vera Confessionis Augustanae historie ... [História da Sólida e verdadeira Confissão de Augsburgo] em colaboração com Timothy Kirchner e Nikolaus Selnecker, 1585.
- Wiederholte Christi gemeine Confession der Sächischen Kirchen [Reiterada confissão cristã geral da igreja da saxônia].